# Stenostaura subtilis
Stenostaura subtilis är en fjärilsart som beskrevs av Sergius G. Kiriakoff 1970. Stenostaura subtilis ingår i släktet Stenostaura och familjen tandspinnare. Inga underarter finns listade i Catalogue of Life.